# Уолш, Пэт
Пэт Уолш (англ. Pat Walshe, 26 июля 1900 — 11 декабря 1991) — американский актёр-карлик (1,12 м).
Родился в Нью-Йорке, где и начал свою карьеру с участия в водевилях, а в 13 лет впервые появился на Бродвее. В зрелости он продолжил участие в водевилях, вступив в труппу карликов, с которой много гастролировал в США, а также в Европе. Из-за своего маленького роста она часто играл роли животных, убедительно воспроизводя не только их движения и повадки, а также и звуки.
На киноэкранах он дебютировал в 1939 году, исполнив роль Никко, крылатой обезьянки в знаменитой музыкальной картине Виктора Флеминга «Волшебник страны Оз» (1939). После этого Уолш снялся в эпизодических ролях ещё в трёх фильмах — «Пинки» (1949), «Розинна МакКой» (1949) и «Паника на улицах» (1950), где исполнил небольшую но яркую роль продавца газет, которым на самом деле был, когда не было другой работы. Пэт Уолш скончался в 1991 году от сердечного приступа в возрасте 91 год, и был похоронен на Вествудском кладбище на западе Лос-Анджелеса.